# Perugyps
Perugyps is een geslacht van uitgestorven condors behorend tot de Cathartidae dat in het Mioceen in Zuid-Amerika leefde. De typesoort is Perugyps diazi.

## Fossiele vondst
Van Perugyps zijn fossielen gevonden in de Pisco-formatie in Peru, bestaande uit een carpometacarpus als holotype en verder een onderkaak, ellepijp, coracoïde, tibiotarsus, tarsometatarsus en een nekwervel. De vondsten dateren uit het Messinien, een deel van het Laat-Mioceen. Eerder in het Mioceen kwam in hetzelfde gebied een andere condor voor, Kuntur.

## Kenmerken
Perugyps bewoonde een kustgebied. De condor voedde zich vermoedelijk met karkassen van gestrande zeezoogdieren en kuikens van zeevogels, een leefwijze vergelijkbaar met die van de Andescondor tegenwoordig langs de Peruaanse kusten.